# Rambah Hilir Tengah
Rambah Hilir Tengah is een bestuurslaag in het regentschap Rokan Hulu van de provincie Riau, Indonesië. Rambah Hilir Tengah telt 2038 inwoners (volkstelling 2010).